# Peter Korman
Peter Korman (Braintree (Massachusetts), Estados Unidos, 21 de junio de 1955) es un gimnasta artístico estadounidense, especialista en la prueba de suelo, con la que consiguió ser medallista de bronce olímpico en 1976.

## 1976
En los JJ. OO. de Montreal gana la medalla de bronce en el ejercicio de suelo, quedando situado en el podio tras los soviéticos Nikolai Andrianov (oro) y Vladimir Marchenko (plata).